# یواس‌اس سوانی (۱۸۶۴)
یواس‌اس سوانی (۱۸۶۴) (به انگلیسی: USS Suwanee (1864)) یک کشتی بود که طول آن ۲۵۵ فوت ۰ اینچ (۷۷٫۷۲ متر) بود. این کشتی در سال ۱۸۶۴ ساخته شد.